# Balatonkeresztúr, Somogy
Balatonkeresztúr  este un sat în districtul Marcal, județul Somogy, Ungaria, având o populație de 1.661 de locuitori (2011). 

## Demografie
Componența etnică a satului Balatonkeresztúr
     Maghiari (95,67%)
     Germani (4,11%)
     Croați (0,22%)
Componența confesională a satului Balatonkeresztúr
     Romano-catolici (58,04%)
     Fără religie (5,3%)
     Reformați (2,71%)
     Necunoscută (32,51%)
     Alte religii (2,17%)
Conform recensământului din 2011, satul Balatonkeresztúr avea 1.661 de locuitori. Din punct de vedere etnic, majoritatea locuitorilor (95,67%) erau maghiari, cu o minoritate de germani (4,11%).  Din punct de vedere confesional, majoritatea locuitorilor (58,04%) erau romano-catolici, existând și minorități de persoane fără religie (5,3%) și reformați (2,71%). Pentru 32,51% din locuitori nu este cunoscută apartenența confesională.